# Cyclocross-Weltmeisterschaften 2018
Die Cyclocross-Weltmeisterschaften 2018 fanden am 3. und 4. Februar 2018 im niederländischen Valkenburg aan de Geul statt. Sie waren die 69. Weltmeisterschaften in dieser Sportart. Es wurden fünf Wettbewerbe ausgetragen, bei den Männern Elite, U23 und Junioren, bei den Frauen Elite und U23. Bei den Männern wurde Wout van Aert zum dritten Mal in Folge Weltmeister, bei den Frauen konnte die Sanne Cant ihren Titel verteidigen. Schauplatz waren die Hänge des Caubergs.

## Ergebnisse

### Männer Elite
(4. Februar 2018, 15:00 Uhr MEZ)
| Platz | Name                   | Zeit       |
| ----- | ---------------------- | ---------- |
| 1.    | Wout van Aert          | 1:09:00 h  |
| 2.    | Michael Vanthourenhout | + 2:13 min |
| 3.    | Mathieu van der Poel   | + 2:30 min |
| 4.    | Toon Aerts             | + 3:16 min |
| 5.    | Lars van der Haar      | + 4:29 min |
| 6.    | Gioele Bertolini       | + 4:42 min |
| 7.    | Tim Merlier            | + 4:56 min |
| 8.    | Laurens Sweeck         | + 5:21 min |
| 9.    | Daan Soete             | + 5:30 min |
| 10.   | Steve Chainel          | + 5:51 min |

### Frauen Elite

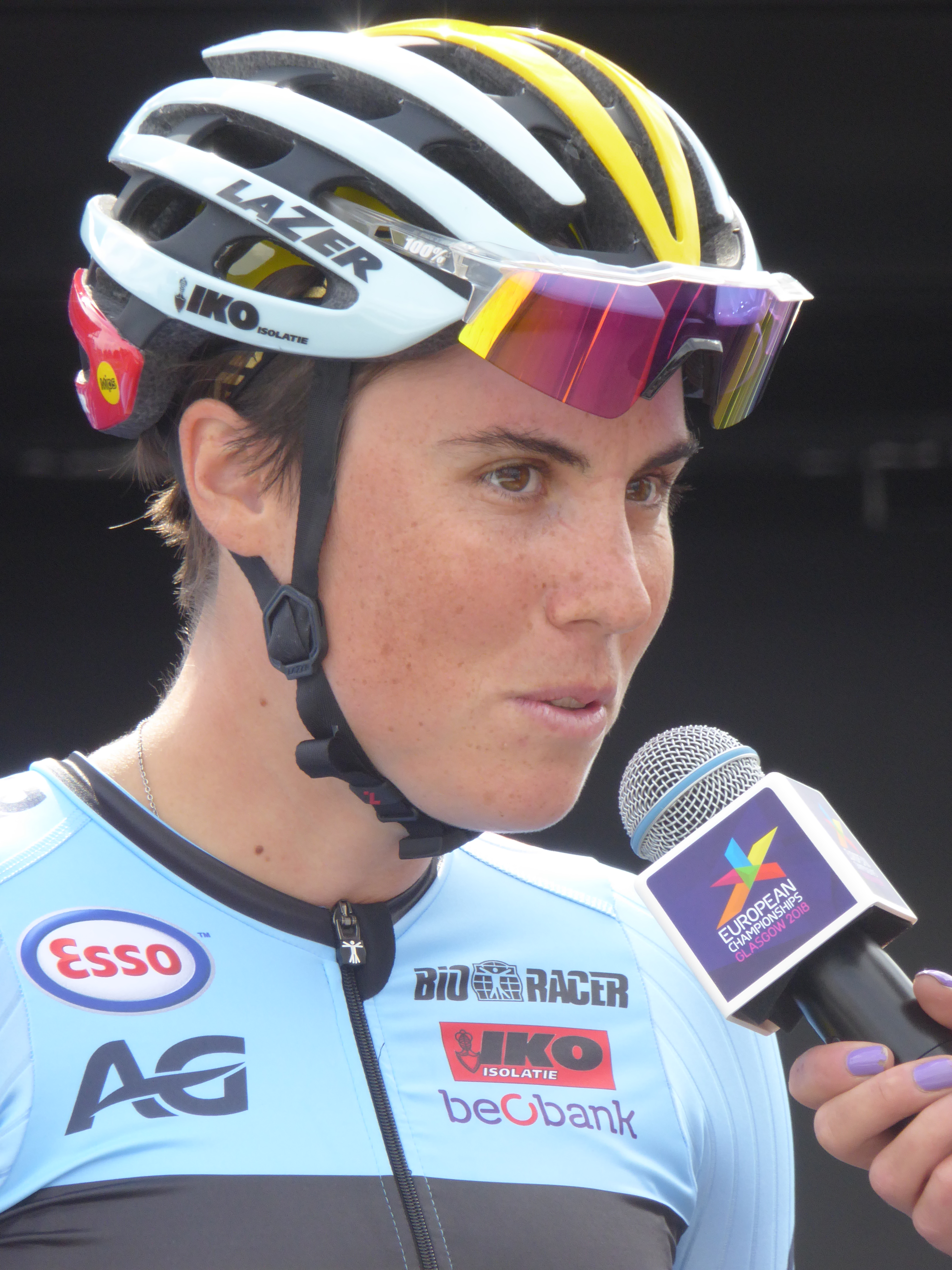
Weltmeisterin Sanne Cant

(3. Februar 2018, 15:00 Uhr MEZ)
| Platz | Name              | Zeit       |
| ----- | ----------------- | ---------- |
| 1.    | Sanne Cant        | 49:34 min  |
| 2.    | Katherine Compton | + 12 s     |
| 3.    | Lucinda Brand     | + 26 s     |
| 4.    | Christine Majerus | + 55 s     |
| 5.    | Elisabeth Brandau | + 1:26 min |
| 6.    | Kaitlin Keough    | + 1:45 min |
| 7.    | Eva Lechner       | + 1:49 min |
| 8.    | Elle Anderson     | + 1:57 min |
| 9.    | Marlène Petit     | + 2:10 min |
| 10.   | Caroline Mani     | + 3:38 min |

### Männer U23
(4. Februar 2018, 11:00 Uhr MEZ)
| Platz | Name              | Zeit       |
| ----- | ----------------- | ---------- |
| 1.    | Eli Iserbyt       | 50:54 min  |
| 2.    | Joris Nieuwenhuis | + 28 s     |
| 3.    | Yan Gras          | + 35 s     |
| 4.    | Adam Ťoupalík     | + 1:25 min |
| 5.    | Thijs Aerts       | + 1:44 min |
| 6.    | Antoine Benoist   | + 1:55 min |
| 7.    | Sieben Wouters    | + 2:25 min |
| 8.    | Jakob Dorigoni    | + 2:56 min |
| 9.    | Gage Hecht        | + 3:04 min |
| 10.   | Timo Kielich      | + 3:11 min |

### Frauen U23
(3. Februar 2018, 13:00 Uhr MEZ)
| Platz | Name                       | Zeit       |
| ----- | -------------------------- | ---------- |
| 1.    | Evie Richards              | 37:52 min  |
| 2.    | Ceylin del Carmen Alvarado | + 38 s     |
| 3.    | Nadja Heigl                | + 1:04 min |
| 4.    | Harriet Harnden            | + 1:24 min |
| 5.    | Fleur Nagengast            | + 1:40 min |
| 6.    | Sara Casasola              | + 1:40 min |
| 7.    | Emma White                 | + 1:59 min |
| 8.    | Marion Norbert-Riberolle   | + 2:03 min |
| 9.    | Adéla Šafářová             | + 2:03 min |
| 10.   | Laura Verdonschot          | + 2:41 min |

### Junioren
(3. Februar 2018, 11:00 Uhr MEZ)
| Platz | Name              | Zeit       |
| ----- | ----------------- | ---------- |
| 1.    | Ben Tulett        | 41:19 min  |
| 2.    | Tomáš Kopecký     | + 22 s     |
| 3.    | Ryan Kamp         | + 30 s     |
| 4.    | Tom Lindner       | + 34 s     |
| 5.    | Lane Maher        | + 35 s     |
| 6.    | Pim Ronhaar       | + 36 s     |
| 7.    | Mees Hendrikx     | + 48 s     |
| 8.    | Gerben Kuypers    | + 55 s     |
| 9.    | Ryan Cortjens     | + 59 s     |
| 10.   | Thibault Valognes | + 1:10 min |